# Amtsgericht Märkisch Buchholz
Das Amtsgericht Märkisch Buchholz (ursprünglich Amtsgericht Buchholz oder Amtsgericht Wendisch Buchholz) war ein preußisches Amtsgericht mit Sitz in Märkisch Buchholz, Provinz Brandenburg.

## Geschichte
Ab 1849 war das königliche Kreisgericht Beeskow das zuständige Gericht. In Buchholz war eine Zweigstelle (Gerichtskommission) eingerichtet. Übergeordnet war das Kammergericht als Appellationsgericht. Im Rahmen der Reichsjustizgesetze wurden diese Gerichte aufgehoben und reichsweit einheitlich Oberlandes-, Land- und Amtsgerichte gebildet. Das königlich preußische Amtsgericht Buchholz wurde mit Wirkung zum 1. Oktober 1879 als eines von elf Amtsgerichten im Bezirk des Landgerichtes Frankfurt (Oder) im Bezirk des Kammergerichtes gebildet. Der Sitz des Gerichtes war die Stadt Märkisch Buchholz.
Sein Gerichtsbezirk umfasste
- aus dem Landkreis Beeskow-Storkow den Stadtbezirk Wendisch-Buchholz, die Amtsbezirke Krausnick und Münchehofe und der Amtsbezirk Neu-Schadow ohne den zum königlich Schwenower Forst gehörende Teile
- aus dem Landkreis Luckau den Amtsbezirk Golßen und die Gemeindebezirke und Gutsbezirke Briesen und Oderin aus dem Amtsbezirk Golßen
- aus dem Landkreis Teltow die Amtsbezirke Freidorf und Hammersche Forst sowie die Gemeindebezirke Halbe, Löpten und Klein Köris und der Gutsbezirk Löpten aus dem Amtsbezirk Groß-Köris.[1]

Am Gericht bestand 1880 eine Richterstelle. Das Amtsgericht war damit ein kleines Amtsgericht im Landgerichtsbezirk.
Nach dem Zweiten Weltkrieg wurde das Amtsgericht Märkisch Buchholz dem Landgericht Cottbus zugeordnet. Zum 1. Juli 1951 wurde das Amtsgericht Märkisch Buchholz aufgehoben und sein Gerichtssprengel dem Amtsgericht Lübben zugeordnet. Im Jahre 1952 wurden in der DDR die Amtsgerichte abgeschafft und stattdessen Kreisgerichte gebildet. Märkisch Buchholz kam zum Kreis Königs Wusterhausen, zuständiges Gericht war damit das Kreisgericht Königs Wusterhausen. Das Amtsgericht Märkisch Buchholz blieb aufgehoben und wurde auch nach dem Zusammenbruch der DDR nicht neu errichtet.